# Pledis Entertainment
Pledis Entertainment es una compañía discográfica surcoreana fundada en 2007 por Han Seoung-su. La compañía opera como sello discográfico y agencia de talentos. Esta agencia lleva a grupos de K-Pop como Seventeen y TWS. En mayo de 2020, la compañía fue adquirida por HYBE.

## Historia
Han Sung Soo fue bailarín de grupos surcoreanos pertenecientes a SM Entertainment y YG Entertainment, entre otros. Alcanzó mayor repercusión cuando pudo viajar fuera de su natal Corea del Sur, como a Estados Unidos, Japón, Tailandia y Malasia. Posteriormente fue mánager de BoA y trabajó para el sello SM Entertainment.
En 2007, Han Sung Soo crea el sello discográfico llamado Pledis Entertainment, que desde su creación hasta la fecha no ha poseído edificios, oficinas o grandes espacios para preparar a sus artistas, pero Sung Soo ha tenido la certeza de lograr su objetivo en la industria de la música y el entretenimiento, lo cual ha estado logrando progresivamente. Actualmente sus artistas se preparan en un pequeño cuarto de práctica.
Seventeen 
Poco después, el mismo 2007, Son Dam Bi debuta como primer artista de la compañía. En poco tiempo Son Dam Bi alcanza el éxito en Corea del Sur.
Casi dos años después a principios de 2009, Pledis Entertainment lanza su primer agrupación musical, denominada After School con sus primeras integrantes que son Kahi, Jungah, Soyoung, Juyeon y Bekah.
En 2010 debuta la primera subunidad de la compañía, conocida como Orange Caramel, la cual está integrada por la tercera generación de After School, que son Raina, Nana y Lizzy. En septiembre de 2012, la subunidad pasa a agrupación independiente, esto declarado por sus integrantes.
A mediados de 2011 debutan otras dos subunidades de la compañía, conocidas como After School Red y After School Blue.
En marzo de 2012 debuta la primera agrupación masculina, conocida como NU'EST. Dos meses después, en mayo del mismo año, salta a la fama la segunda agrupación femenina, conocida como Hello Venus.
En septiembre de 2012, la integrante Kahi de After School, se gradúa para comenzar una carrera como solista bajo administración de Pledis Entertainment.
En el 2015 el sello lanzó la segunda agrupación masculina formada por 13 jóvenes, llamada  Seventeen. 
Casi dos años después a principios de 2009, Pledis Entertainment lanza su primer agrupación musical, denominada After School con sus primeras integrantes que son Kahi, Jungah, Soyoung, Juyeon y Bekah.
En 2010 debuta la primera subunidad de la compañía, conocida como Orange Caramel, la cual está integrada por la tercera generación de After School, que son Raina, Nana y Lizzy. En septiembre de 2012, la subunidad pasa a agrupación independiente, esto declarado por sus integrantes.
A mediados de 2011 debutan otras dos subunidades de la compañía, conocidas como After School Red y After School Blue.
En marzo de 2012 debuta la primera agrupación masculina, conocida como NU'EST. Dos meses después, en mayo del mismo año, salta a la fama la segunda agrupación femenina, conocida como Hello Venus.
En septiembre de 2012, la integrante Kahi de After School, se gradúa para comenzar una carrera como solista bajo administración de Pledis Entertainment.
En el 2012 el sello lanzó la segunda agrupación masculina formada por 13 jóvenes, se llama Seventeen. Quienes debutaron en el año 2015.